# Bieniaszewicz Bay
Bieniaszewicz Bay är en vik i Antarktis. Den ligger i Sydshetlandsöarna. Argentina, Chile och Storbritannien gör anspråk på området.